# Бухс (Цюрих)
Бухс (нім. Buchs ZH) — громада  в Швейцарії в кантоні Цюрих, округ Дільсдорф.

## Географія
Громада розташована на відстані близько 95 км на північний схід від Берна, 13 км на північний захід від Цюриха.
Бухс має площу 5,8 км², з яких на 26,4% дозволяється будівництво (житлове та будівництво доріг), 46,7% використовуються в сільськогосподарських цілях, 25,7% зайнято лісами, 1,2% не є продуктивними (річки, льодовики або гори).

## Демографія
2019 року в громаді мешкало 6565 осіб (+18,7% порівняно з 2010 роком), іноземців було 26%. Густота населення становила 1124 осіб/км².
За віковим діапазоном населення розподілялося таким чином: 20,8% — особи молодші 20 років, 65,7% — особи у віці 20—64 років, 13,5% — особи у віці 65 років та старші. Було 2757 помешкань (у середньому 2,4 особи в помешканні).
Із загальної кількості 2327 працюючих 44 було зайнятих в первинному секторі, 313 — в обробній промисловості, 1970 — в галузі послуг.